# Кадлец, Карел
Карел Кадлец (чеш. Karel Kadlec; 11 января 1865 — 4 декабря 1928) — чешский правовед.
Окончил гимназию в Ческе Будеёвице и юридический факультет Карлова университета в Праге. В 1890—1905 гг. работал секретарём пражского Народного театра, в этом качестве много занимался проблемами авторского права: первая работа Кадлеца — «Применение права к драматическим и музыкальным сочинениям» (чеш. «Provozování právo k dilům dramatickým a hudebnim»; 1892).
В дальнейшем Кадлец преподавал в Пражском университете — был доцентом, профессором (с 1909), в 1911—1927 гг. деканом юридического факультета — и занимался, главным образом, историей славянского права. Среди его работ в этой области — «Несколько статей о славянском праве» (чеш. «Nĕkolik kapitol z oboru slovanského práva»; 1894), «Семейная община, или задруга, в славянском праве» (чеш. «Rodinny nedil čili zádruha v právu slovanském»; 1898, авторизованный русский перевод Г. А. Ильинского печатался в приложении к «Известиям СПб. Славянского благотворительного общества» с 1902), «О личной зависимости и барщине в чешских землях» (чеш. «О poddanstvi a robotĕ v zemích českých»; 1899), «Аграрное право в Боснии и Герцеговине» (чеш. «Agrárni pràvo v Bosnĕ i Hercegovinĕ»; 1903), «Румыны и румынское право в славянских и венгерских землях» (чеш. «Valaši a valašský právo v zemích slovanskéch a uherskéch»; 1916) и др. Кадлец также подготовил вместе с Карелом Геллером «Немецко-чешский словарь судебно-правовой терминологии» (чеш. «Nĕmecko-česká terminologie úředni a právnická»; 1899).